# Kamaedzitca
«Камае́дица» (бел. Камае́дзіца, Kamaedzitca) — белорусская блэк/пейган/фолк-метал-группа. Своё название получила в честь праздника поклонения медведю.

## История группы
В 2000 году у Лютого (вокал\народные музыкальные инструменты) возникла идея создания группы Камаедзіца. С того момента по 2002 год проходил поиск музыкантов. Б. Станислав (ударные) — первый кто поддержал эту идею. Вместе с ним в группу пришёл Барута Чёрный (гитара, клавиши). Первая репетиция прошла в конце августа 2002 года. Позже в группу пришел Белимир (бас-гитара) и Баравит Ветран (гитара). Ближе к зиме прошел первый концерт. На смену Б. Стасу пришел Л. Андрей, но после другого концерта его заменил З. Фёдор.
Весною 2003 года было записано demo-CD «Пачатак Свята». Диск вышел ограниченным тиражом на лейбле X-Folk-X Production. Весною 2004 барабанщиком стал Ведослав Лихо. Этим составом был записан дебютный альбом «Дзеці Лесу». Контракт был заключен с лейблом Strong Music Production. Реализация альбома проходила как в Беларуси, так и в России. Часть тиража попала на Украину, в Англию, Чехию, Германию. После выхода дебютника началась активная концертная деятельность и подготовка нового музыкального материала. В 2005 году был снят клип на песню «Дзеці Лесу». На протяжении 6 лет группа выступала в Минске, Бресте, Гомеле, Витебске, Речице, Могилеве, Гродно, Москве, Санкт-Петербурге, Черкассах, Евпатории.
Группа дала большое количество интервью российским и иностранным теле- и радиостанциям, печатным изданиям, сайтам; принимала участие в различных музыкальных сборниках разных стран.
Осенью 2006 года группа отправляется в студию для записи нового альбома, который готовился на протяжении двух лет (2005—2006). Весною 2008 вышел второй полноформатный альбом — CD «Пяруне».
В 2008 году группа остановила работу с музыкантами: Ведослав Лихо (ударные), Барута Черный (гитара, клавиши), Белимир (бас-гитара). Также остановлена работа с концертным звукорежиссером. С ноября 2008 года в группе только 2 человека: Baryvit Vetran (электро-, бас-, акустическая гитары, клавиши) и Luty (вокал, народные музыкальные инструменты). Новый стиль группы: sXe-Pagan-NS. В связи с неполным составом группы временно остановлена концертная деятельность.
17 августа 2017 года группа заявила о прекращении существования.

## Состав

### 2000—2002
- Люты — организация коллектива

### 2002—2004
- Люты — вокал, народные музыкальные инструменты
- Барута Чорны — гитары, клавиши
- Барывіт Ветран — гитары
- Белімір — бас-гитара

### 2004—2007
- Люты — вокал, народные музыкальные инструменты
- Барута Чорны — гитары, клавиши
- Барывіт Ветран — гитары
- Белімір — бас-гитара
- Ведзіслаў Ліха — ударные

### 2008—2009
- Люты — вокал, народные музыкальные инструменты / лирика
- Барывіт Ветран — электро-, бас-, акустическая гитары, клавиши / музыка

### 2009—2017
- Люты — вокал, народные музыкальные инструменты / лирика
- Барывіт Ветран — электро-, бас-, акустическая гитары, клавиши / музыка
- Артур Начны прывід — ударные

## Дискография

### Демозаписи
- Пачатак свята (2003)

### Альбомы
- Дзеці леса (2004)
- Пяруне (2008)
- Чалавек Планеты EP (2011)
- Вернасць LP (2011)
- Безмолвные Слова Твои (2012)
- xQzTN 3087 (2014)
- Знают небеса… (2017)

### Совместные проекты
- Hard Life Heavy Music III — Metallection[тарашк.] (2004)
- Olaf Jasinski - Trzymaj sie Bracie (2010)
- Триединство (2012)